# Placówka Straży Celnej „Trębaczów”

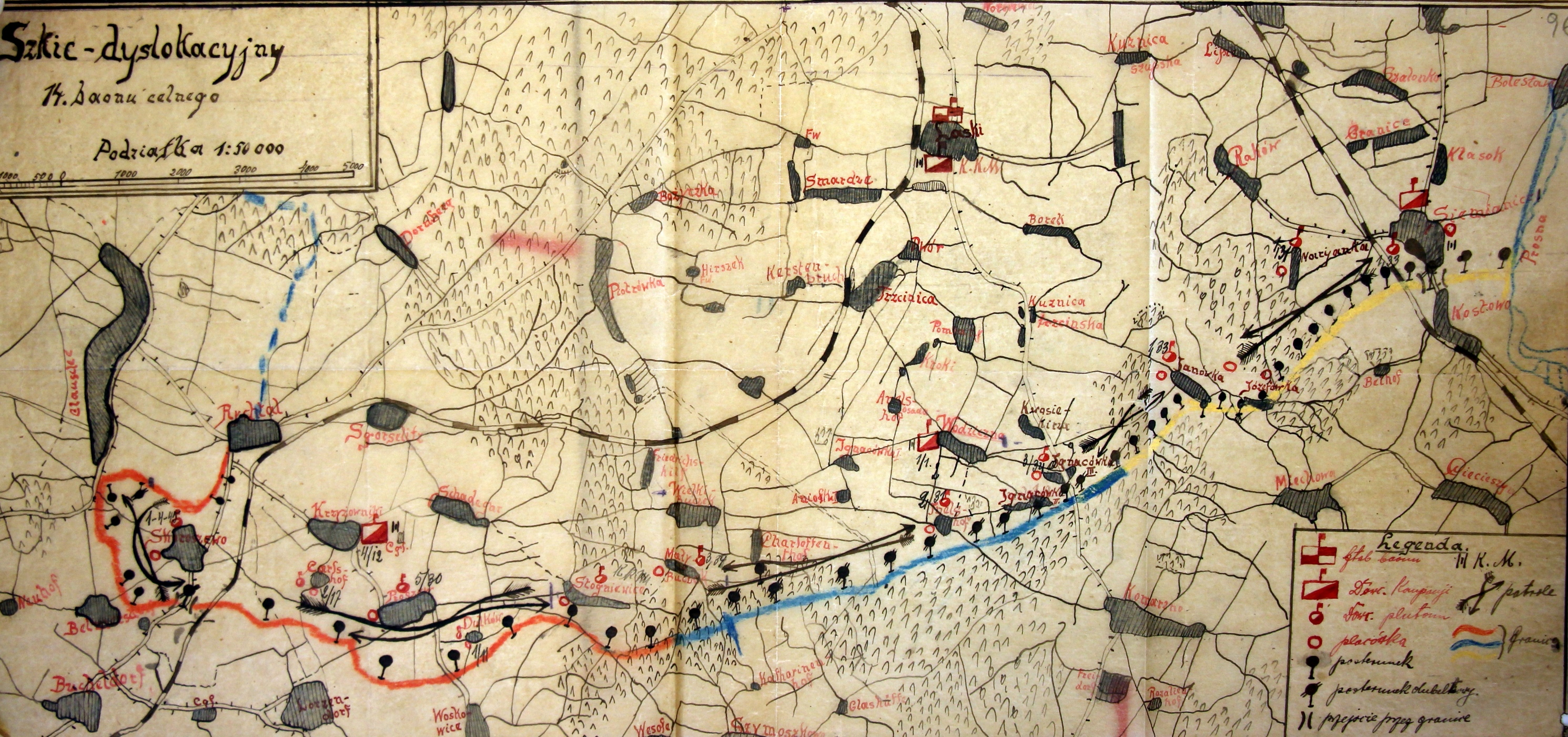
Rozmieszczenie 14 batalionu celnego

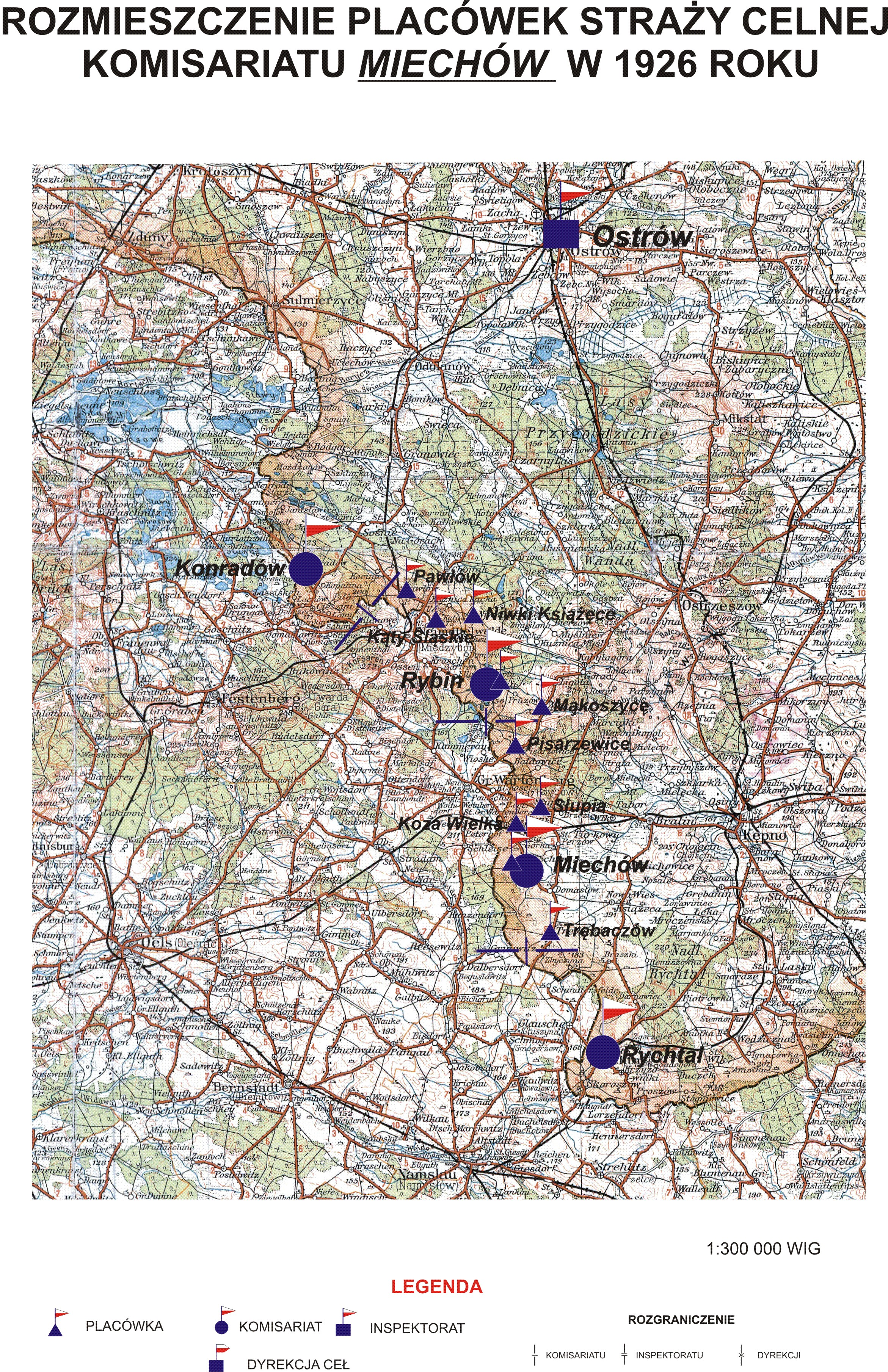
Rozmieszczenie placówek Straży Celnej Komisariatu Miechów w 1926 r.

Placówka Straży Celnej „Trębaczów” – jednostka organizacyjna Straży Celnej pełniąca w okresie międzywojennym służbę ochronną na granicy polsko-niemieckiej.

## Formowanie i zmiany organizacyjne
Na wniosek Ministerstwa Skarbu, uchwałą z 10 marca 1920 roku, powołano do życia Straż Celną. Od połowy 1921 roku jednostki Straży Celnej rozpoczęły przejmowanie odcinków granicy od pododdziałów Batalionów Celnych. Proces tworzenia Straży Celnej trwał do końca 1922 roku.
W 1921 roku na terenie Rychtala stacjonował sztab 4 kompanii 14 batalionu celnego. 4 kompania wystawiła placówkę w Trębaczowie. 
23 października 1921 roku od 14 batalionu celnego ochronę granicy państwowej przejęła  Straż Celna. Nowo powstały komisariat SC „Miechów” zorganizował między innymi placówkę SC w Trębaczowie. W 1926 placówka Straży Celnej „Trębaczów” była nadal w podporządkowaniu komisariatu Straży Celnej „Miechów” z Inspektoratu SC „Ostrów”
W drugiej połowie 1927 roku przystąpiono do gruntownej reorganizacji Straży Celnej. W praktyce skutkowało to rozwiązaniem tej formacji granicznej. Ochronę północnej, zachodniej i południowej granicy państwa przejęła powołana z dniem 2 kwietnia 1928 roku Straż Graniczna.
15 września 1928 dowódca Straży Granicznej rozkazem nr 7  w sprawie zmian dyslokacji Wielkopolskiego Inspektoratu Okręgowego podpisanym w zastępstwie przez mjr. Wacława Szpilczyńskiego ustalił organizację komisariatu „Gola” i zasięg placówek. Placówka Straży Granicznej I linii „Trębaczów” znalazła się w jego strukturze.

## Funkcjonariusze placówki
Kierownicy placówki
| stopień    | imię i nazwisko, numer | okres pełnienia służby | kolejne stanowisko |
| ---------- | ---------------------- | ---------------------- | ------------------ |
| przodownik | Józef Różewski (1267)  | był w 1926             |                    |

Obsada personalna placówki w 1926:
- przodownik Józef Różewski (1267)
- starszy strażnik Józef Roziński (1272)
- straszy strażnik Franciszek Łebski
- strażnik Karol Jacusik (1128)
- strażnik Szczepan Orywał (159)
- strażnik Józef Rajski (2662)
- strażnik Antoni Bonicki (1372)
- strażnik Jan Zakrzewski (1016)
- strażnik Józef Śnierzyński (2711)
- strażnik Tomasz Wieczorek (2762)